# L'occhio caldo del cielo
L'occhio caldo del cielo (The Last Sunset) è un film del 1961 diretto da Robert Aldrich.
È un film western statunitense con Rock Hudson, Kirk Douglas, Joseph Cotten, Carol Lynley e Dorothy Malone. È basato sul romanzo Sundown at Crazy Horse di Howard Rigsby.

## Trama
Brendan O'Malley attraversa il confine con il Messico per sfuggire alla giustizia dopo un omicidio. È inseguito dallo sceriffo Dana Stribling, deciso a catturarlo anche per ragioni personali: l'uomo ucciso era suo cognato, marito di sua sorella. Arrivato in Messico, O'Malley si reca in un ranch che sa d'essere di proprietà di una donna che ha amato in gioventù e che ancora ama. La donna, Belle Breckenridge, finge di non conoscerlo, lo informa di essere sposata e che suo marito, John Breckenridge, si trova attualmente fuori del paese ma che è sua usanza considerare ogni straniero il benvenuto, perciò acconsente ad offrirgli ospitalità per la notte. La coppia ha anche una figlia sedicenne, Melissa, detta Missy, e quando la donna la presenta a O'Malley, a questi torna alla mente Belle quando la conobbe, da giovane, la prima volta.
Il mattino seguente Breckenridge rientra a casa, ubriaco e malfermo sulle gambe, annunciando di aver venduto il ranch, di aver acquistato una mandria di bestiame e di essere intenzionato a partire per il Texas. Smaltita la sbornia, si rende conto di aver bisogno di qualcuno esperto per compiere l'impresa, perciò chiede aiuto a O'Malley che in cambio non vuole soldi ma una parte del bestiame; inoltre, propone di assumere un capomandria, indicando proprio lo sceriffo che lo sta inseguendo e che sicuramente arriverà al ranch. Come previsto il giorno dopo Stribling, seguendo le tracce di O'Malley, giunge sul posto e accetta l'incarico. Stribling però avvisa O'Malley che, una volta arrivati a destinazione, lui lo arresterà.
Durante il viaggio per il Texas, O'Malley si rende conto di essere ancora innamorato di Belle, ma non è contraccambiato dalla donna, che continua a ripetergli che per lei è una storia finita. La difficoltà nel guidare la mandria e il pericolo di attacchi indiani costringono Breckenridge a recarsi in un paese vicino in cerca di altri mandriani; arrivato, si ferma a bere in un saloon, dove viene ucciso durante una sparatoria. Il gruppo decide di continuare il compito di condurre il bestiame oltre il confine. A loro si uniscono tre cowboy che erano presenti nel saloon e avevano sentito la richiesta d'aiuto per guidare la mandria. In realtà i tre hanno intenzioni diverse, vogliono rapire le due donne per poi venderle. Quando tentano di eseguire questo piano vengono uccisi dalla reazione degli altri.
Il percorso continua e, nel frattempo, O'Malley si accorge che la sua amata, Belle, viene corteggiata dallo sceriffo, per il quale anche lei inizia a nutrire un sentimento. Raggiunto il Texas, il bestiame viene raggruppato nei recinti, dopo di che O'Malley e Stribling si sfidano a duello, da disputarsi al tramonto. Quel pomeriggio O'Malley viene fermato da Missy, che gli confessa di essersi perdutamente innamorata di lui e lo supplica di non sfidare lo sceriffo. O'Malley rivede in lei Belle e la bacia. Ma non rinuncia al duello. Prima di avviarsi sul luogo dello scontro si reca da Belle per avvisarla che lui e Missy si amano e intendono partire insieme. Belle, sconcertata dalla notizia, decide di rivelargli il segreto che ha tenuto nascosto da sempre. Lui è il vero padre di Missy. Al tramonto, O'Malley, turbato e sconvolto dalla rivelazione, si incammina verso il luogo del duello, dove Stribling lo sta aspettando. I due si avvicinano, si fermano e sparano. O'Malley rimane a terra, ucciso. Lo sceriffo si avvicina al corpo, controlla la pistola di O'Malley e si accorge che era scarica.

## Produzione
Il film, diretto da Robert Aldrich su una sceneggiatura di Dalton Trumbo con il soggetto di Howard Rigsby (autore del romanzo), fu prodotto da Eugene Frenke e Edward Lewis per la Universal International Pictures tramite la Brynaprod e girato a Città del Messico e Aguascalientes in Messico dall'11 maggio al 29 luglio 1960. Il titolo di lavorazione fu Sundown at Crazy Horse.

## Distribuzione
Il film fu distribuito con il titolo The Last Sunset negli Stati Uniti nel 1961 al cinema dalla Universal Pictures.
Alcune delle uscite internazionali sono state:
- negli Stati Uniti il 7 giugno 1961
- in Svezia il 18 settembre 1961 (Mannen utan nåd)
- in Francia (El Perdido)
- in Finlandia il 22 settembre 1961 (Den sista solnedgången)
- in Austria nell'ottobre del 1961 (El Perdido)
- in Spagna il 16 ottobre 1961 (El último atardecer)
- in Germania Ovest il 19 ottobre 1961 (El Perdido)
- in Danimarca il 23 novembre 1961 (Storm over Rio Grande)
- in Turchia l'8 ottobre 1963 (Günes batarken)
- in Danimarca il 1º giugno 1964 (riedizione)
- in Danimarca il 12 giugno 1968 (riedizione)
- in Germania Est il 9 aprile 1982 (in prima TV)
- in Francia nel novembre del 1994 (Festival International du Film d'Amiens)
- in Francia il 20 aprile 2005 (riedizione)
- in Italia il 13 novembre 2006 (Turin Film Festival)
- in Venezuela (El último atardecer)
- in Portogallo (Duelo ao Pôr do Sol)
- in Brasile (O Último Por-do-Sol)
- in Polonia (Ostatni zachód slonca)
- in Jugoslavia (Poslednji zalazak)
- in Italia (L'occhio caldo del cielo)

## Promozione
La tagline è: "When giants clash, a woman trembles!".

## Critica
Secondo il Morandini il film "è tutt'altro che trascurabile nonostante le ambizioni pseudoculturali da tragedia greca della storia e l'enfasi liricheggiante dei dialoghi". La mano talentuosa del regista può essere percepibile soprattutto nelle ottime scene d'azione e in quelle di "introspezione" e in una "sapiente organizzazione dello spazio". Secondo Leonard Maltin il film è "un po' fuori dai canoni" e "contiene di tutto, dall'incesto agli indiani".